# Ренар, Морис
Мори́с Рена́р (фр. Maurice Renard; 28 февраля 1875, Шалон-на-Марне, Франция — 18 ноября 1939, Рошфор-сюр-Мер, Франция) — французский писатель и поэт, представитель массовой литературы. Один из ведущих национальных писателей-фантастов первых десятилетий XX века, признанный мастер приключенческого и криминального романа, один из самобытных предшественников современной научной фантастики, известный также «оккультными» и псевдо-готическими романами.

## Биография и творческий путь
Родился в респектабельной буржуазной семье, был младшим из троих детей и пользовался особенной любовью родителей. Его отец, юрист магистрата Ашиль Ренар, был также основателем и президентом городского спортивного общества. Дед, Пьер Эдуар Ренар (фр.) работал судьёй. Бабушка владела магазином чулочно-носочных изделий. Его детство прошло в Реймсе, где отец служил председателем суда. На лето Ренар ездил к дедушке, избранным мэром Эперне, в замок Сен-Реми (разрушен во время войны в 1918 году), где семья занимала в обширном парке небольшой павильон Сен-Венсан. Любимыми книгами Мориса были произведения Чарльза Диккенса и Эдгара По. Учился в коллеже Bons-Enfants. В 1894 году получил степень бакалавра в области литературы и философии. После прошёл трёхлетнюю военную службу в Реймсе, закончив её в звании сержанта. Тогда же обнаружил для себя творчество Герберта Уэллса. В 1899 году переехал учиться юриспруденции в Париж, но вскоре забросил учёбу и полностью посвятил себя литературе. В студенческие годы Ренар проявлял большой интерес к поэзии, сочинял стихи. В 1903 году женился на Стефани Ла Батие. У пары было четверо сыновей: Рено (род. в 1904 году), Реми (1905—1977), Сирилл (род. в 1915 году), Даниэль (1918—1919).
В 1905 году опубликовал первый сборник своих новелл «Призраки и марионетки» под псевдонимом Венсан Сен-Венсан. Первый роман писателя, «Доктор Лерн, полубог» (в русском переводе выходил под названием «Новый зверь»), которому автор предпослал посвящение Герберту Уэллсу, не получил особого успеха у публики, но вызвал большой интерес у критиков. Художественный стиль Ренара отличает сложное переплетение событий и сюжетных линий, устремлённых к короткому и чрезвычайно яркому финальному эффекту. В романе, снискавшем восторженную оценку Гийома Аполлинера, развивается тема метемпсихоза, необычно раскрывается ставший массовым в XX веке образ «безумного учёного». Последующие романы и новеллы Ренара снискали ему репутацию мастера фантастического повествования, связанного с традициями Анри де Ренье и Жана Лоррена.

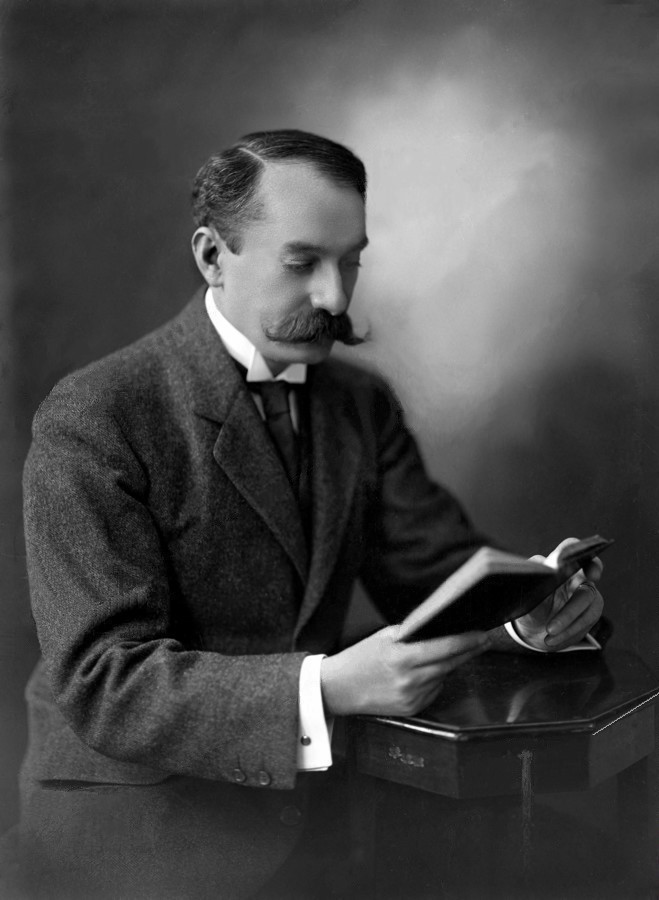
Морис Ренар. Фотография Анри Манюэля (ок. 1900—1910)

В 1910 году Ренар окончательно перебрался в Париж, где принимал гостей и поддерживал переписку с известными представителями литературного мира: Пьером Бенуа, Пьером Мак-Орланом, Клодом Фаррером, Колетт, Анри де Монтерланом. В 1914—1918 годах участвовал в войне в качестве кавалерийского офицера. С 1919 года зарабатывал себе на жизнь литературным трудом. В 1921 году вышел в свет роман «Сконструированный человек», повествующий о вернувшемся из плена молодом человеке, который подвергается чудовищным экспериментам загадочного доктора Прозопа по восстановлению зрения. С 1924 года Ренар регулярно проводил лето на острове Олерон; именно здесь разворачивается действие его отчасти автобиографического романа «Девушка с яхты» (1930), имевшего большой коммерческий успех. В романе—притче «Человек среди микробов» (1928) хорошо известный ещё по «Путешествиям Гулливера» Свифта классический мотив соединяется с элементами антиутопии; Ренар отчасти предвосхищает здесь «О дивный новый мир» Хаксли, отчасти популярный сюжет кинофантастики XX века, связанный с темой «невероятно уменьшающегося человека».
После тяжелого развода с супругой в 1930 году Ренар, несмотря на успех «Девушки с яхты», почти не писал фантастических произведений, изредка публикуя единичные рассказы и многосерийные очерки (особо выделяются детективные короткие рассказы «26 случаев комиссара Жерома», публиковавшиеся в газете Le Matin с 1928 по 1939 годы), во многом был вынужден заниматься литературной подёнщиной. Книга «Повелитель света» (1933) представляет собой уникальный в творчестве Ренара опыт создания исторического романа, вбирающего в себя детективные и фантастические элементы; Ренар предвосхитил оригинальную концепцию Боба Шоу о «замедляющем стекле», через которое можно увидеть прошлое, чей рассказ «Свет былого» (1966) пользуется большой популярностью в англоязычной литературе.
Писатель умер в 1939 году в Рошфоре в результате осложнений после операции простаты. Похоронен на острове Олерон.

## Творчество

### Основные произведения

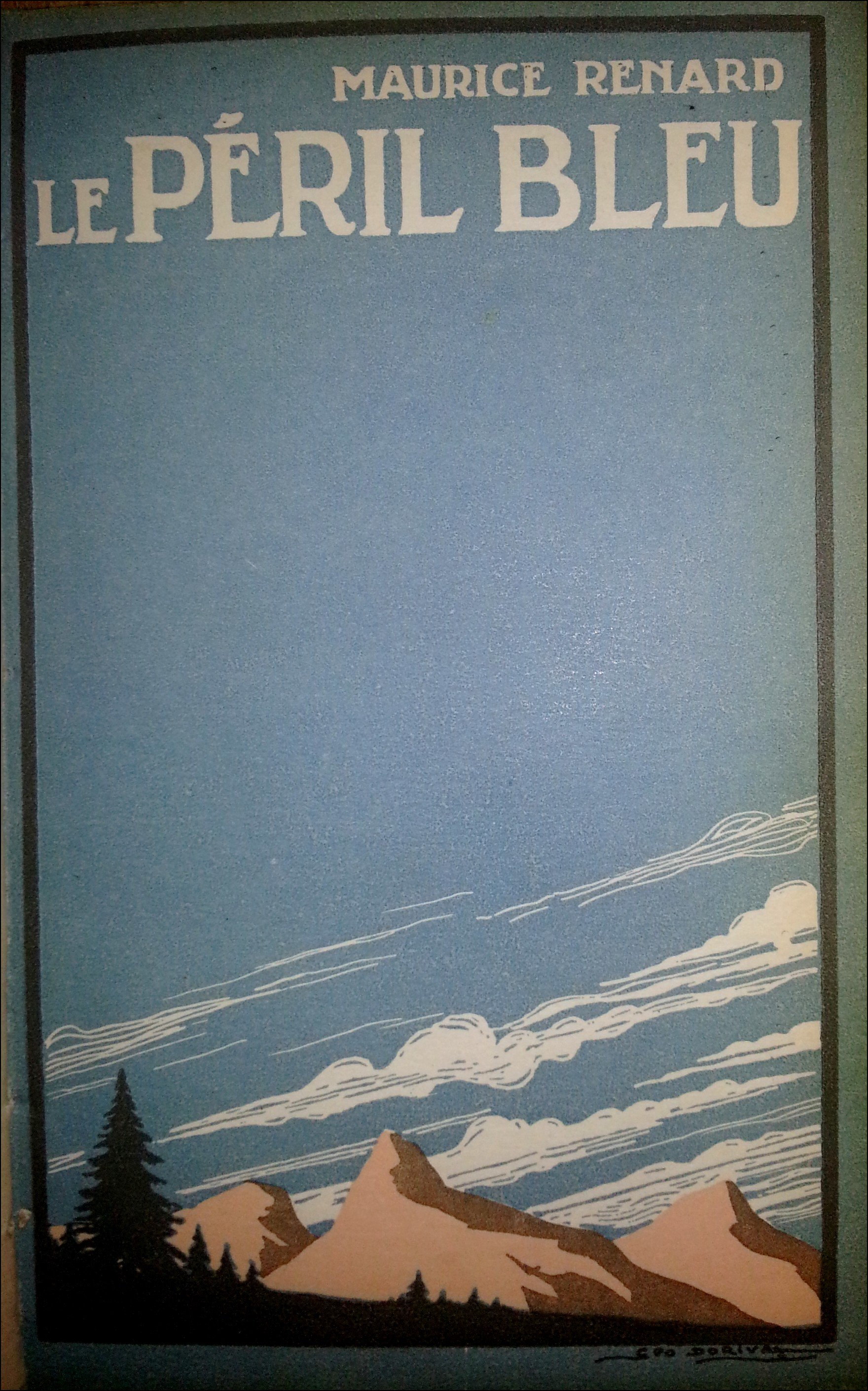
Обложка оригинального издания романа «Синяя угроза»

- Призраки и марионетки (Fantômes et fantoches, 1905), сборник из 7 новелл;
- Доктор Лерн, полубог (Le Docteur Lerne, sous-dieu, 1908), русский перевод под названием «Новый зверь» — 1923
- Неподвижное путешествие (Le Voyage immobile, 1909) (сборник из 7 новелл), частичный русский перевод под названием «Необычайные рассказы» — 1912
- Синяя угроза (Le Péril bleu, 1912), русский перевод — 2015
- Господин де Трупье и другие необычайные истории (Monsieur d’Outremort et autres histoires singulières, 1913) (сборник из 5 новелл); русский перевод новеллы «Туманный день» (оригинальное название «Туман 26 октября», Le Brouillard du 26 octobre) —1972; перевод новеллы «Слава Комаччо» (La gloire du Comaccio) — 2016; перевод новеллы «Оперная певица» (La cantatrice) — 2016; перевод новеллы «Господин де Трупье, дворянин-физик» (Monsieur d’Outremort, un gentillhomme-physicien) — 2016
- Руки Орлака (Les Mains d’Orlac, 1920), русский перевод — 2020
- Сконструированный человек (L’Homme truqué, 1921), русский перевод под названием «Тайна его глаз» — 1924
- Обезьяна (Le Singe, 1924 (в соавторстве с Альбером-Жаном); русский перевод под тем же названием — 1926; под названием «Новый Прометей» — 1925; под названием «Загадка Ришара Сегюра» — 1927
- Приглашение к страху (L’Invitation à la peur, 1926), сборник из 9 новелл
- Он? (Lui?, 1926), русский перевод под названием «Кто?» — 1928; в дальнейшем выходил в России под названием «Таинственные превращения»
- Нотр-Дам-руаяль. Сцены коронования Людовика XVI (Notre-Dame royale. Tableaux du sacre de Louis XVI, 1927)
- Человек среди микробов (Un homme chez les microbes, 1928)
- Карнавал тайны (Le Carnaval du mystère, 1929), сборник из 32 небольших рассказов
- Девушка с яхты (La Jeune Fille du yacht, 1930)
- Профессор Кранц (Le professeur Krantz, 1932), повесть, русский перевод — 2020
- Повелитель света (Le Maître de la lumière, 1933), русский перевод — 2016
- Изумрудный браслет (Le Bracelet d'émeraudes, 1933)
- Жизнь Кольбера: Железный человек (La vie romancée de Colbert: L’homme de fer, 1934)
- Тайна маски (Le mystère du masque, 1934)
- Мушкетеры с Центрального рынка (Les mousquetaires des Halles, 1935)
- Скрипка королевы (Le violon de la reine, 1935)
- Роза в бурю (Une rose sous l’orage, 1936)
- Знак сердца (Le signe du cœur, 1937)
- Три удара судьбы (Les trois coups du destin, 1938)
- Редингот императора (La redingote de l’Empereur, 1939)

### «Синяя угроза» (1912)
Роман «Синяя угроза» (1912; другие варианты перевода названия: «Голубая погибель», «Синяя опасность») представляет собой ранний образец повествования о проблемах контакта со внеземными цивилизациями. В книге ощущается влияние Уэллса и Жозефа Рони-старшего. Роман в первую очередь нацелен на развенчание характерного для новоевропейской культуры антропоцентризма (в том числе в самом нечеловеческом облике пришельцев) и соединяет в себе научно-фантастическую интригу с детективными элементами, вплоть до прямого пародирования Конан Дойла (сам Конан Дойл в долгу не остался и в 1913 году написал рассказ «Ужас высот», идейно перекликающийся с книгой Ренара). Есть основания усматривать в «Синей угрозе» частичное предвосхищение «гипотезы зоопарка», однако пришельцы у Ренара не ограничиваются простым наблюдением за землянами. Фактически, Морис Ренар на 50 лет раньше очень умело и тревожно описывает ставший классическими сюжет похищения людей пришельцами с последующими опытами. Название «Синяя угроза», возможно, навеяно распространённой во времена Ренара теорией «жёлтой опасности».

### «Руки Орлака» (1920)
Замысел романа возник ещё в 1911—1912 годах, однако Первая мировая война отсрочила его реализацию. Роман публиковался в виде фельетона на страницах газеты «L’Intransigeant» в мае-июле 1920 года, отдельное издание вышло в свет в 1921. По определению французского исследователя Кл. Демеока, книга представляет собой «смесь любовного, детективного, фантастического, научно-фантастического и оккультного романов». В центре сюжета — тема трансплантации человеческих органов. Этот сюжет отчасти навеян военными впечатлениями писателя, отчасти — литературной традицией: «Франкенштейн» Мэри Шелли, «Остров доктора Моро» Уэллса, «Locus Solus» Реймона Русселя. Кроме того, в книге ощущается сильное влияние повести Стивенсона «Странная история доктора Джекила и мистера Хайда» (тема раздвоения человеческой личности). Роман неоднократно экранизировался (в 1924, 1935 (англ.), 1960 и 1962 (англ.) годах в кино и в 2013 году адаптирован (фр.) для телевидения), благодаря чему стал одним из самых известных произведений писателя; наиболее известна самая первая из экранизаций (1925), выполненная Робертом Вине в 1924 году.

### Современные издания на русском языке
- Избранное в 2 кн. — М., Престиж Бук, 2013.
  - Кн. 1 — «Таинственные превращения», «Тайна его глаз», «Новый зверь», «Туманный день». — ISBN 978-5-371-00360-7
  - Кн. 2 — «Новый Прометей», «Необычайные рассказы». — ISBN 978-5-371-00361-4
- "Синяя угроза" Пер. с фр. Л. Самуйлова. — М., "Престиж Бук", 2015. — ISBN 978-5-371-00450-5
- "Повелитель света" Пер. с фр. Л. Самуйлова. — М., "Престиж Бук", 2016. — ISBN 978-5-371-00539-7
- "Руки Орлака" Пер. с фр. Л. Самуйлова. — М., "Престиж Бук", 2020. — ISBN 978-5-4459-0122-8
- "Повелитель света" (+ "Доктор Лерн, полубог", "Синяя угроза" и 4 новеллы) Пер. с фр. Л. Самуйлова. — Спб., "Азбука", 1923. ISBN 978-5-389-24100-8

## Отражение в культуре
- Влияние отдельных произведений Ренара ощущается в творчестве советского писателя Александра Беляева: роман Ренара «Сконструированный человек» перекликается с рассказом Беляева «Невидимый свет» (1938), а роман «Доктор Лерн, полубог» заставляет вспомнить повесть «Голова профессора Доуэля» и рассказ «Хойти-Тойти». К тому же зловещий ученик Доуэля у Беляева носит созвучную фамилию Керн.
- «Аппарат Ришара Сегюра» (имя героя романа Ренара «Обезьяна») упоминается в повести братьев Стругацких «Понедельник начинается в субботу».
- В повести Жана Рейя «Железный храм» (цикл детективов о Гарри Диксоне) доктор Перейрос сравнивает свой рассказ с «романом Уэллса или Мориса Ренара».